# Kitel (odzież ochronna)

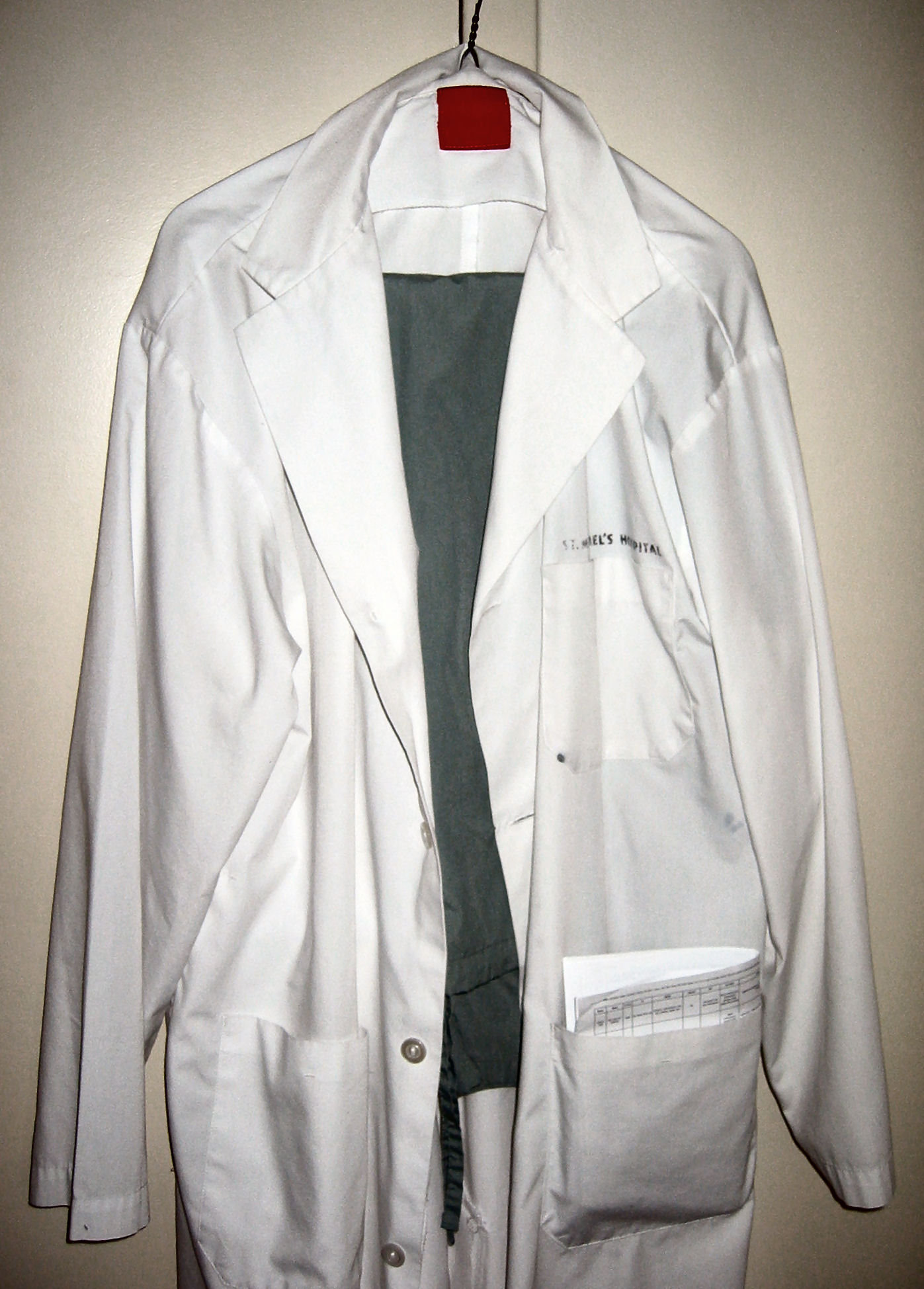
Kitel

Kitel – lekkie, przeważnie płócienne, ubranie ochronne o kroju przybliżonym do płaszcza, nakładany dla ochrony odzieży przy pracy np. w laboratoriach bądź w celach higienicznych (np. przez lekarza, pielęgniarkę). W porównaniu do zwykłego fartucha kitel zawsze posiada długie rękawy, ma przednie zapięcie (na guziki lub zamek błyskawiczny), jest długi do kolan i ma biały kolor. Inną nazwą jest chałat.